# Melchor Fernández Almagro
Melchor Fernández Almagro (Granada, 4 de septiembre de 1893-Madrid, 22 de febrero de 1966) fue un crítico literario, historiador, periodista y académico español. Fue gobernador civil de Baleares desde el 5 de abril hasta el 19 de abril de 1940.

## Biografía
Su infancia se desarrolla en el barrio granadino de San Matías. Inicia su formación en el Colegio del Patriarca San José y posteriormente en la Universidad de Granada, donde estudia Derecho. En su ciudad natal, comparte las tareas universitarias con la preparación de oposiciones a Correos. En esa época sus inquietudes políticas se manifiestan en las juventudes mauristas, en la fundación en 1914 del semanario Voluntad y en la vida de tertulia con los amigos que se reúnen en El Rinconcillo del Café Alameda de Granada, entre los que se encuentran el historiador y político Antonio Gallego Burín, el pintor Manuel Ángeles Ortiz, Francisco y Federico García Lorca, el ingeniero de caminos Juan José Santa Cruz, José Acosta Medina, José Mora Guarnido, Constantino Ruiz Carnero, Francisco Soriano, Miguel Pizarro, José y Manuel Fernández Montesinos, Hermenegildo Lanz, Ángel Barrios, Ismael González de la Serna. Comienza a colaborar en prensa y se muestra muy activo en la vida cultural granadina. 
En 1918, Melchor Fernández Almagro se traslada a Madrid y comienza a ser conocido en el mundo de la prensa. Se relaciona con grupos intelectuales y artísticos madrileños y frecuenta instituciones de carácter cultural, como el Ateneo Científico, Literario y Artístico de Madrid. Asimismo, en el Café Jorge Juan se reunía con José Francés, que era quien capitaneaba la tertulia local; también asistía en el Café Lyon a otra tertulia donde participaban personajes como José Bergamín e Ignacio Sánchez Mejías. Federico García Lorca, su paisano, amigo y compañero del grupo literario «El Rinconcillo» granadino, le retrató diciendo que tenía traza de «moro amigo» y le dedicó su Elegía a Doña Juana la Loca. 
La guerra civil española la vive entre Burgos y Salamanca, incorporado a Prensa y Propaganda del bando franquista. Acabada la guerra, se dedica a la historia, así como a la crítica literaria en ABC y La Vanguardia. Bajo la presidencia de Eduardo Marquina, pertenece al primer Consejo General de Teatro del franquismo, desde donde manifiesta su rechazo tanto por el teatro republicano como por el comercial burgués de la época:

"...Almagro afirmaba en Legiones y Falanges:
 "El teatro español actual no ha asumido aún la iniciativa que, indiscutiblemente, le corresponde en esta hora trascendental de revoluciones nacionales y renovación universal [...], anda todavía un poco indeciso, harto apegado a fórmulas viejas; tan viejas que ya lo eran cuando España se levantó, ansiosa de renacer, contra el republicano-marxismo".
Legiones y Falanges, 8-9 (jun.-jul. 1941). (Citado por Rodríguez Puértolas, 1986, pág. 624)

Formó parte del Instituto de Estudios Políticos. El reconocimiento oficial le llega con el nombramiento como académico de la Real Academia Española y de la Real Academia de la Historia. Murió el 22 de febrero de 1966 y está enterrado en la Sacramental de San Justo de Madrid, en el patio 3.° del Perpetuo Socorro.

## Obra
Fue académico de la Real Academia Española y Real Academia de la Historia, autor de libros de historia, periodista, crítico teatral y literario. 
En su Viaje al siglo XX, el historiador y periodista granadino cuenta lo que supuso su encuentro con Madrid, su descubrimiento de la ciudad moderna: «La emoción que Madrid me iba produciendo se resolvería en cantidad. ¡Cuánto de todo! De todo, más mucho más que en Granada. Más gente, más coches y más tiendas en más calles, más plazas y más paseos. Y más grandes, por supuesto, los paseos, las plazas, las calles, las tiendas...». 
Se especializó en la historia política de la España de los siglos XIX y siglo XX. Gran parte de su obra y escritos se encuentra en la Biblioteca del Instituto Internacional de Madrid, creada en 1910 y situada en la calle Miguel Ángel 8 de Madrid, que adquirió su biblioteca particular.
Su obra más conocida es Historia política de la España contemporánea. La primera parte (1868-1885) se ocupa del período que transcurre desde la revolución de Septiembre hasta la muerte de Alfonso XII. En su segundo volumen que cubre de 1885 a 1897, se tratan acontecimientos y comienzos de procesos capitales para la constitución de la España contemporánea. En el tercer volumen (1885-1902) llega hasta el reinado de Alfonso XIII.

## Publicaciones
- Vida y obra de Ángel Ganivet (Madrid: Revista de Occidente, 1953, 1.ª edición en 1925)
- Orígenes del régimen constitucional en España (Barcelona/Buenos Aires: Labor, 1928)
- "Fedra: teoría y crítica", La Gaceta Literaria, 16 de marzo de 1930. (Análisis de la obra de Miguel de Unamuno)
- Catalanismo y República española (Madrid: Espasa Calpe, 1932)
- Historia del reinado de Don Alfonso XIII (Barcelona: Montaner y Simón 1933)
- Repúblicas Centro y Sudamericanas (Barcelona: Montaner y Simón, 1937)
- Historia de la República Española (1936-1939) (Madrid: Biblioteca Nueva, 1940)
- Selección y prólogo a Jovellanos, Antología (Madrid: Ediciones Fe, Colección Breviarios del Pensamiento Español, 1940)
- Vida y literatura de Valle-Inclán (Madrid: Editora Nacional, 1943)
- Prólogo a Obras completas, de Ángel Ganivet (Madrid: Aguilar, 1943)
- La emancipación de América y su reflejo en la conciencia española, Discurso leído en el acto de su recepción por el Excmo. Sr. D. Melchor Fernández Almagro, y contestación del Excmo. Sr. Duque de Maura, el 2 de febrero de 1944 (Madrid: Hispánica, 1944)
- Política naval de la España moderna y contemporánea (Madrid: Instituto de Estudios Políticos, 1946).
- En torno al 98: política y literatura (Madrid: Jordán, 1948)
- Por qué cayó Alfonso XIII: Evolución y disolución de los partidos históricos durante su reinado, por el Duque de Maura y Melchor Fernández Almagro (1948)
- Cánovas. Su vida y su política (1951)
- Granada en la literatura romántica española, Discurso leído el 9 de diciembre de 1951 por Melchor Fernández Almagro y contestación de Emilio García Gómez (Madrid: Real Academia Española, 1951).
- Primer centenario del nacimiento de D. José Toribio Medina, por Melchor Fernández Almagro y Luis Redonet y López-Dóriga (Madrid: Góngora, 1953)
- Prólogo a Antonio Maura, la revolución desde arriba, de Diego Sevilla Andrés (Barcelona: Aedos, 1954)
- Historia política de la España contemporánea (Madrid: Pegaso, 1956)
- La emancipación de América y su reflejo en la conciencia española (Madrid: Instituto de Estudios Políticos, 1957)
- Prólogo a La sociedad española 1875-1949 vista por el marqués de Valdeiglesias, de Alfredo Escobar y Ramírez, Marqués de Valdeiglesias, crónicas recogidas por Mercedes Escobar y Kirkpatrick (Madrid: Biblioteca nueva, 1957).
- Prólogo a Granada: guía artística e histórica de la ciudad, de Antonio Gallego Burín, Antonio (Madrid: Fundación Rodríguez Acosta, 1961)
- Sinesio Delgado en su tiempo (Madrid: Sociedad General de Autores de España, 1960)
- Viaje al siglo XX (Madrid: Sociedad de Estudios y Publicaciones, 1962)
- Prólogo a Domingo Dulce, general isabelino. Vida y época, de Joaquín Buxó-Dulce de Abaigar, Marqués de Castell-Florite (Barcelona: Planeta, 1962)
- Centenario del fallecimiento de D. Andrés Bello, Discursos leídos el 30 de octubre de 1965 / por D. Samuel Gili Gaya, D. Melchor Fernández Almagro, D. Juan Zaragüeta (Madrid: [s.n.], 1965)
- Prólogo a Poesías completas, de Carlos Fernández Shaw (Madrid: Gredos, 1966)
- Las terceras de ABC, selección y prólogo de Luisa Rojas (Madrid: Prensa Española, 1976)
- Epistolario. 1918-1940: Literatura y política, de Melchor Fernández Almagro y Antonio  Gallego Burín, edición, introducción y notas Antonio Gallego Morell y Cristina Viñes Millet (Granada: Diputación Provincial, 1986)
- Crónica de una amistad: epistolario de Federico García Lorca y Melchor Fernández Almagro (1919-1934) (Fundación Federico García Lorca, 2006)

## Obras con referencias sobre el autor
- Martínez Cachero, José María: "Veinticinco años de novela española (1941-1966) en la crítica de Melchor Fernández Almagro", en Biblioteca de autor, Alicante, Biblioteca Virtual Miguel de Cervantes, 2001. Edición digital a partir de Homenaje al profesor Antonio Gallego Morell, tomo II, Granada, Universidad de Granada, 1989, pp. 315-325. Reedición en El canto de las sirenas (Páginas de investigación y crítica), Oviedo, Universidad de Oviedo, 2000, pp. 489-502 (Homenajes; 4).
- Gallego Morell, Antonio/Viñes Millet, Cristina: edición, introducción y notas a Epistolario (1918-1940). Literatura y política, de Melchor Fernández Almagro y Antonio Gallego Burín, Granada: Diputación Provincial de Granada, 1986.
- Viñes Millet, Cristina: "América en la obra de Melchor Fernández Almagro", en El Reino de Granada y el Nuevo Mundo, Granada, Diputación provincial de Granada, 1994, pp. 279-296.
- Viñes Millet, Cristina: edición, introducción y notas  a La Granada de Melchor Fernández Almagro: antología, Granada: Universidad, 1992.
- Zárate, Fidel: "Orígenes del régimen constitucional en España, de Melchor Fernández Almagro", Amauta. Revista mensual de doctrina, literatura, arte, polémica, Lima, número especial, 25, 1929, pp. 83-85.
- Bóveda León, Antonio/ Gaisse Herrero, Mar/Gómez García, Montse: "La vida de los cafés madrileños durante el primer tercio del siglo XX", en Historia de Madrid en la Edad Contemporánea, publicado en Internet por departamento de Historia Contemporánea de la Universidad Complutense de Madrid, dirigido por Luis Enrique Otero Carvajal.
- Rojas, Luisa: selección y prólogo a Las terceras de ABC, de Melchor Fernández Almagro, Madrid: Prensa Española, 1976.
- Ayala, Francisco: Recuerdos y olvidos, Madrid, Alianza Editorial, 1988.